# Ducatul Brabant
Ducatul Brabant a fost un ducat medieval situat pe teritoriul actual al Belgiei și Olandei.

## Formare
Ducatul a fost format prin extinderi succesive ale teritoriului deținut de Comitatul Louvain. Astfel, în jurul anului 1000, contele Lambert I de Leuven moștenește prin căsătorie comitatul vecin al Bruxellesului și abația Gembloux. În 1013, teritoriul este mărit prin adăugarea comitatului Brunengeruz. Între 1085 și 1086, Henric al III-lea de Leuven obține titlul de conte de Brabant de la împăratul Henric al IV-lea al Sfântului Imperiu Roman. În 1106, Godefroi I de Leuven obține titlul de Duce de Lotharingia inferioară și cu această ocazie extinde teritoriile Ducatului Brabant cu Marchizatul de Anvers. Comitatul este ridicat la rang de Ducat între 1183 și 1184, Henric I de Brabant fiind primul duce.

## Dominația Burgundă
În 1430, Casa de Brabant rămâne fără moștenitori, astfel că ducatul intră sub dominația Casei de Valois Burgunde. Astfel, Brabantul intră în componența Țărilor de Jos Burgunde, unde este una dintre cele mai importante regiuni, împreună cu comitatul alăturat al Flandrei. În urma căsătoriei ultimei supraviețuitoare a liniei burgunde, Maria de Burgundia cu Maximilian I de Habsburg, împărat al Sfântului Imperiu Roman, ducatul intră sub influența habsburgică. La moartea fiului acestora, Carol Quintul, domeniile habsburgice sunt împărțite între ramurile spaniole și austriece ale familiei, Ducatul, împreună cu restul Țărilor de Jos, intră sub influența ramurii spaniole.

## Dezmembrare treptată
În urma Războiului de optzeci de ani, partea de nord a Țărilor de Jos își câștigă independența, formând Provinciile Unite. Cu această ocazie, Ducatul Brabant pierde treimea nordică a teritoriului său, acesta făcând parte din Teritoriile Generalității. Restul ducatului rămâne sub dominație spaniolă iar în urma Războiului pentru Succesiunea Spaniolă prin care casa de Habsburg este înlocuită cu casa de Burbon pe tronul Spaniei, intră sub dominație austriacă făcând parte din Țările de Jos austriece.
Odată cu izbucnirea Revoluției franceze și a Războaielor revoluționare franceze, teritoriul este ocupat și integrat treptat în Republica Franceză, Ducatul de Brabant fiind astfel abolit în 1795. Teritoriul este reorganizat în departamente, Ducatul Brabant fiind înlocuit de departamentele Dyla cu reședința la Bruxelles și Deux-Nèthes cu reședința la Anvers.